# Quảng Hà (xã)
Quảng Hà là xã của tỉnh Quảng Ninh, Việt Nam.

## Địa lý
Thị trấn Quảng Hà nằm ở phía đông huyện Hải Hà, có vị trí địa lý:
- Phía đông giáp thành phố Móng Cái
- Phía tây giáp xã Quảng Long và xã Quảng Phong
- Phía nam giáp xã Cái Chiên
- Phía bắc giáp xã Quảng Minh và xã Quảng Chính.

Thị trấn Quảng Hà có diện tích 26,02 km², dân số năm 2018 là 14.815 người, mật độ dân số đạt 569 người/km².

## Hành chính
Thị trấn Quảng Hà được chia thành 21 khu phố: Chu Văn An, Đại Điền Nam, Đồng Tâm, Ghềnh Võ, Hải Tân, Hoàng Hoa Thám, Lê Chân, Lê Đại Hành, Lý Thường Kiệt, My Sơn, Ngô Quyền, Nguyễn Du, Phan Đình Phùng, Phú Hải, Quang Trung, Quảng Điền, Sơn Hà, Trần Bình Trọng, Trần Hưng Đạo, Trần Khánh Dư, Trần Quốc Toản.

## Lịch sử
Địa bàn thị trấn Quảng Hà hiện nay trước đây là thị trấn Hà Cối và 3 xã: Đại Điền Nam, Hà Cối Nam và Phú Hải thuộc huyện Hà Cối, tỉnh Quảng Ninh.
Ngày 4 tháng 6 năm 1969, huyện Hà Cối sáp nhập với huyện Đầm Hà thành huyện Quảng Hà, các xã, thị trấn nói trên thuộc huyện Quảng Hà.
Ngày 16 tháng 1 năm 1979, Hội đồng Chính phủ ban hành Quyết định 17-CP. Theo đó:
- Đổi tên thị trấn Hà Cối thành thị trấn Quảng Hà
- Đổi tên xã Đại Điền Nam thành xã Quảng Điền
- Đổi tên xã Hà Cối Nam thành xã Quảng Trung.

Ngày 29 tháng 8 năm 2001, huyện Quảng Hà được chia lại thành hai huyện Hải Hà (Hà Cối cũ) và Đầm Hà, thị trấn Quảng Hà và các xã Phú Hải, Quảng Điền, Quảng Trung thuộc huyện Hải Hà.
Đến năm 2018, thị trấn Quảng Hà có diện tích 1,44 km², dân số là 7.117 người, mật độ dân số đạt 4.942 người/km², gồm 12 khu phố: Chu Văn An, Hoàng Hoa Thám, Lê Quý Đôn, Lý Thường Kiệt, My Sơn, Ngô Quyền, Nguyễn Du, Phan Đình Phùng, Trần Bình Trọng, Trần Khánh Dư, Trần Quốc Toản, Yết Kiêu. Xã Phú Hải có diện tích 8,91 km², dân số là 2.479 người, mật độ dân số đạt 278 người/km², gồm 3 thôn: Bắc, Trung, Nam. Xã Quảng Trung có diện tích 1,99 km², dân số là 1.395 người, mật độ dân số đạt 701 người/km², gồm 2 thôn: 1, 2. Xã Quảng Điền có 13,68 km², dân số là 3.824 người, mật độ dân số đạt 280 người/km², gồm 6 thôn: 1, 2, 3, 4, 5, 6.
Ngày 17 tháng 12 năm 2019, Ủy ban thường vụ Quốc hội ban hành Nghị quyết số 837/NQ-UBTVQH14 về việc sắp xếp các đơn vị hành chính cấp huyện, cấp xã thuộc tỉnh Quảng Ninh (nghị quyết có hiệu lực từ ngày 1 tháng 1 năm 2020). Theo đó, sáp nhập toàn bộ diện tích và dân số của ba xã Phú Hải, Quảng Trung và Quảng Điền vào thị trấn Quảng Hà.
Ngày 31 tháng 3 năm 2020, đổi tên 3 khu phố: Bắc, Trung, Nam (trước đó thuộc xã Phú Hải cũ) thành 3 khu: Trần Hưng Đạo, Phú Hải, Hải Tân; đổi tên hai khu phố 1 và 2 (trước đó thuộc xã Quảng Trung cũ) thành hai khu Quang Trung và Lê Chân; đổi tên sáu khu phố: 1, 2, 3, 4, 5, 6 (trước đó thuộc xã Quảng Điền cũ) thành 6 khu: Đồng Tâm, Lê Đại Hành, Đại Điền Nam, Sơn Hà, Quảng Điền, Ghềnh Võ.
Ngày 18 tháng 11 năm 2021, Bộ Xây dựng ban hành Quyết định số 1256/QĐ-BXD công nhận thị trấn Quảng Hà là đô thị loại IV trực thuộc huyện Hải Hà.
Ngày 12/3/2022, HĐND thị trấn Quảng Hà tổ chức kỳ họp thứ tư (Kỳ họp chuyên đề), HĐND khóa XVI, nhiệm kỳ 2021 - 2026 để thảo luận, xin ý kiến thông qua Đề án sắp xếp sáp nhập một số khu phố trên địa bàn thị trấn Quảng Hà. Kỳ họp đã thông qua Nghị quyết về Điều chỉnh, sáp nhập khu phố Yết Kiêu với khu phố Trần Hưng Đạo; khu phố Lê Quý Đôn với khu phố Lý Thường Kiệt và khu phố Trần Quốc Toản, thị trấn Quảng Hà, huyện Hải Hà. Trong đó, thống nhất điều chỉnh, sáp nhập khu phố Yết Kiêu vào khu phố Trần Hưng Đạo. Tổng diện tích khu phố Trần Hưng Đạo sau khi sáp nhập là 20,17 ha, với 278 hộ và 1.088 nhân khẩu; điều chỉnh, sáp nhập một phần khu phố Lê Quý Đôn vào khu phố Lý Thường Kiệt. Tổng diện tích khu phố Lý Thường Kiệt sau khi sáp nhập là 12,2 ha, với 289 hộ và 1.187 nhân khẩu; điều chỉnh, sáp nhập một phần còn lại của khu phố Lê Quý Đôn vào khu phố Trần Quốc Toản. Tổng diện tích khu phố Trần Quốc Toản sau khi sáp nhập là 14,3 ha, với 161 hộ và 605 nhân khẩu. Sau điều chỉnh, sáp nhập không còn tên khu phố Yết Kiêu và khu phố Lê Quý Đôn, các khu phố mới sau sáp nhập giữ nguyên tên gọi: khu phố Trần Hưng Đạo; khu phố Lý Thường Kiệt và khu phố Trần Quốc Toản.